# Carl-Josef Rongen

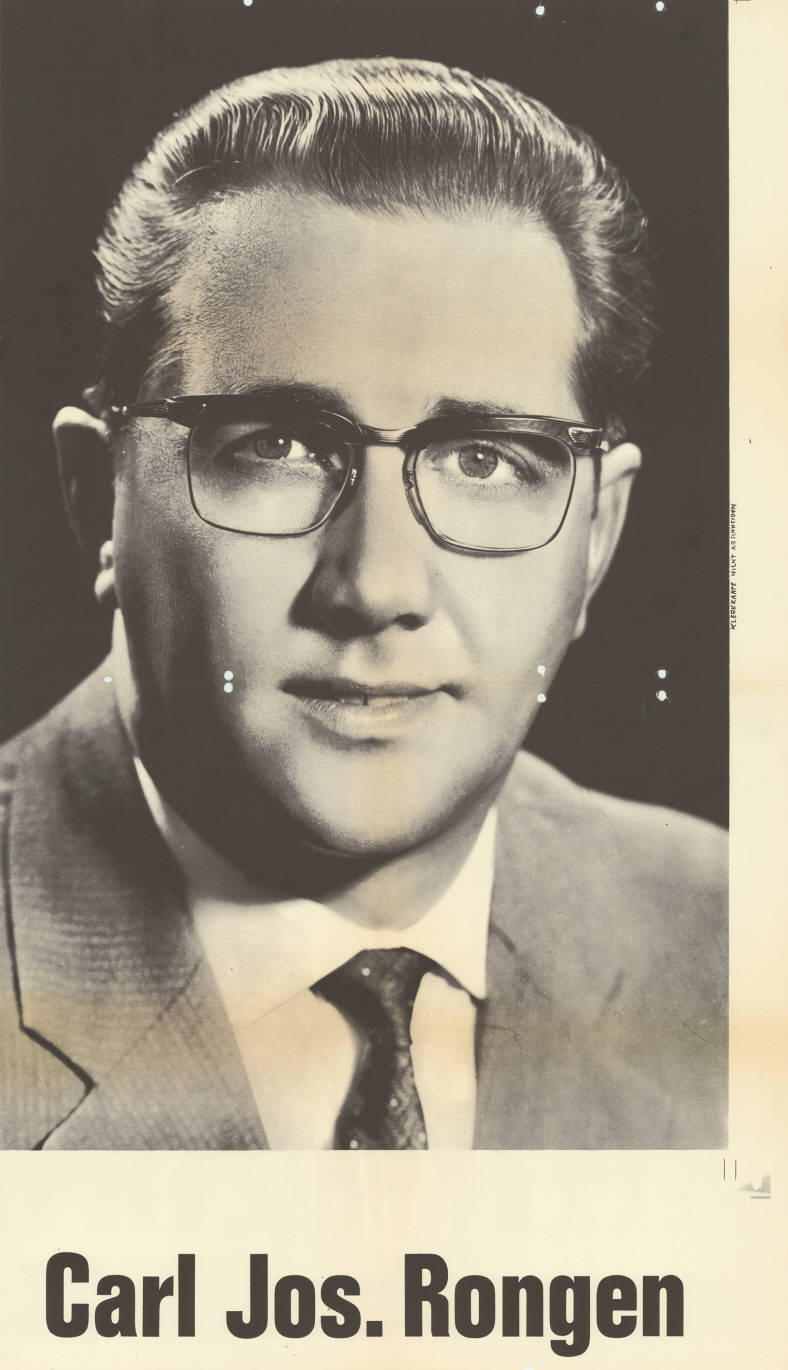
Carl-Josef Rongen auf einem Wahlplakat

Carl-Josef Rongen (* 22. März 1926 in Düsseldorf; † 21. November 1995) war ein deutscher Politiker der CDU.

## Ausbildung und Beruf
Carl-Josef Rongen besuchte das Gymnasium, an dem er das Abitur ablegte. Er absolvierte den Verwaltungslehrgang mit der Abschlussprüfung. Von 1944 bis 1945 war er im Kriegsdienst und in Gefangenschaft. Ab 1951 war er Sachbearbeiter bzw. Abteilungsleiter bei der Stadtverwaltung Düsseldorf. Direktor des Jugendhauses Düsseldorf des Bundes der Deutschen Katholischen Jugend wurde er 1967.

## Politik
Carl-Josef Rongen war ab 1950 Mitglied der CDU. Er fungierte ab 1954 als Ortsvorsitzender der CDU Düsseldorf. Mitglied des Kreisparteivorstandes der CDU Düsseldorf war er ebenfalls ab 1954.
Carl-Josef Rongen war vom 23. Juli 1962 bis zum 23. Juli 1966 direkt gewähltes Mitglied des 5. Landtages von Nordrhein-Westfalen für den Wahlkreis 045 Düsseldorf III.